# Assedio di Caizhou
L'assedio di Caizhou (1233-1234) fu combattuto tra la dinastia Jin di etnia Jurchen e le forze alleate dell'Impero mongolo e della dinastia Song meridionale di etnia Han. Fu l'ultima grande battaglia della conquista mongola della dinastia Jin.

## Antefatto

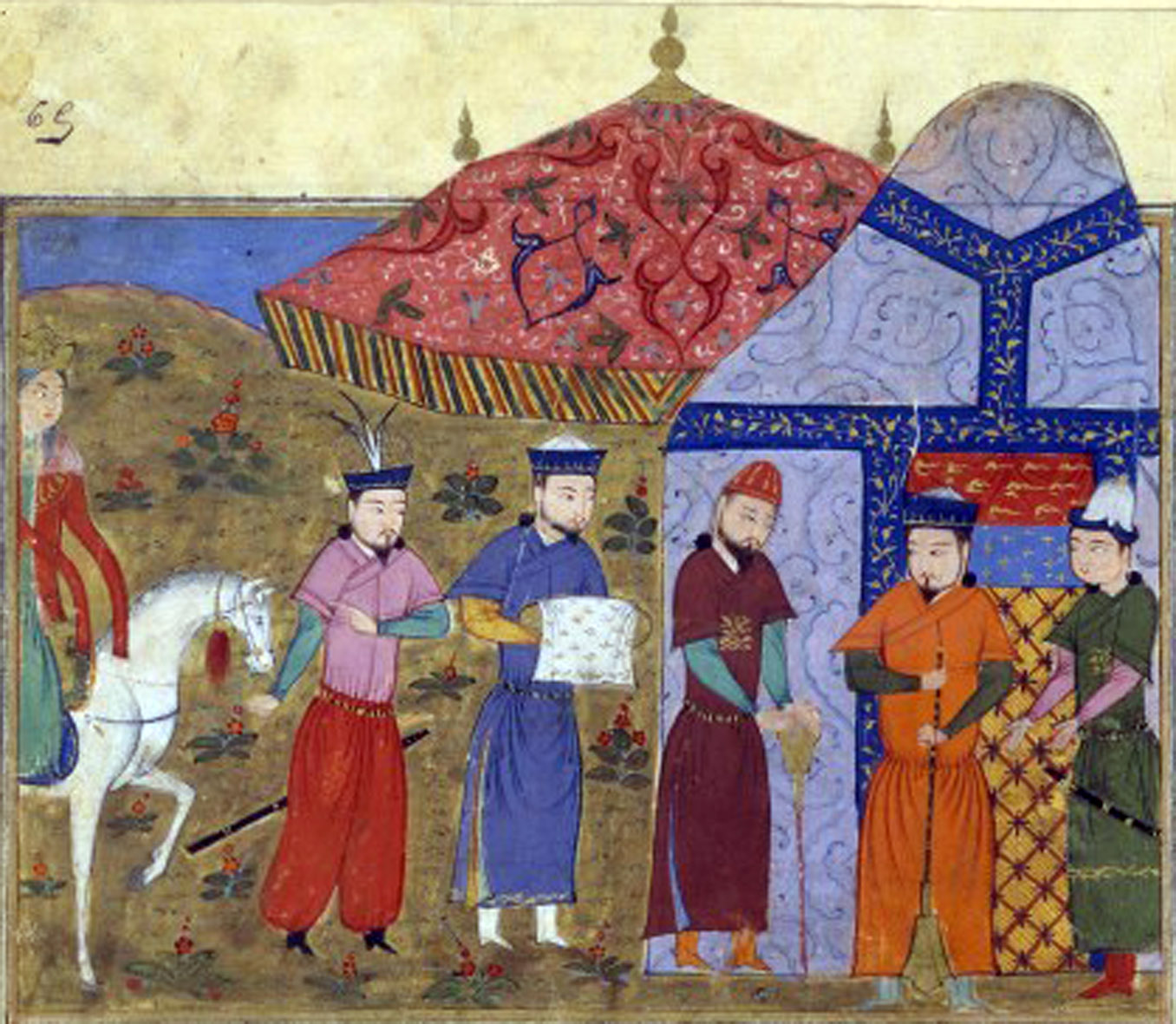
Gengis Khan riceve gli inviati di Jīn

Gengis Khan fu dichiarato Khaghan nel 1206. I mongoli si erano uniti sotto la sua guida e avevano sconfitto le tribù rivali delle steppe. Nello stesso periodo, la Cina vera e propria era divisa in tre stati dinastici separati: nel nord, la dinastia Jīn di etnia Jurchen controllava la Manciuria e le terre cinesi a nord del fiume Huai; la dinastia Xia occidentale di etnia Tangut governava parti della Cina occidentale; la dinastia Song di etnia Han regnava nel sud. I Mongoli soggiogarono gli Xia occidentale nel 1210 e in quello stesso anno misconobbero il loro vassallaggio ai Jīn. Le ostilità tra Jīn e Mongoli s'accumularono: Gengis bramava la prosperità del territorio degli Jurchen; uno dei successori di Gengis, Ambaghai, era stato assassinato dai Jīn; l'imperatore Jīn Wanyan Yongji, quand'era ancora principe, ebbe uno screzio personale con Gengis; ecc.

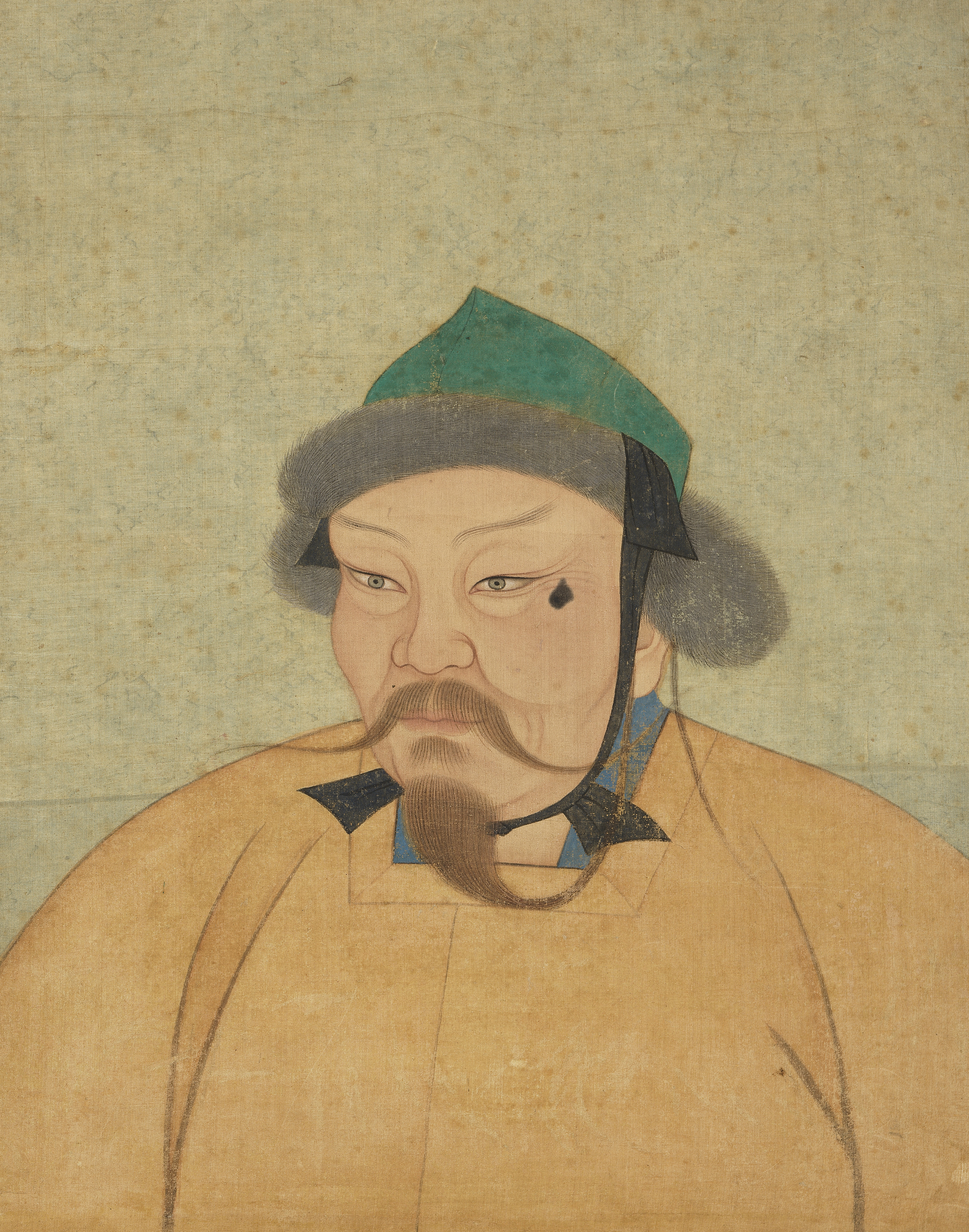
Ögedei Khan, figlio e successore di Gengis Khan.

Gengis Khan apprese che una carestia aveva colpito i Jīn e li invase nel 1211, guidando personalmente uno dei due eserciti furono inviati nel territorio nemico. I Jīn costruirono i loro eserciti e rafforzarono le loro città in preparazione dell'incursione mongola. La strategia mongola si basava sul catturare piccoli insediamenti e ignorare le fortificazioni delle principali città. Saccheggiarono la terra e si ritirarono nel 1212. I mongoli tornarono l'anno successivo e assediarono Zhongdu (occupante gli attuali distretti di Xicheng e Fengtai di Pechino), la capitale dei Jīn, nel 1213. I mongoli non furono in grado di penetrare le mura della città nella battaglia di Zhongdu ma intimidirono l'imperatore Jīn che pagò un tributo per farli ritirare nel 1214. Nel corso dell'anno, temendo un altro attacco, i Jīn trasferirono la capitale da Zhongdu a Bianjing (attuale Kaifeng, nel Henan). I mongoli assediarono ancora una volta Zhongdu nel 1215 una volta appreso che la corte Jīn era fuggita. La città cadde il 31 maggio e nel 1216 vaste aree del territorio di Jīn erano ormai sotto il controllo di Gengis Khan.
Nel frattempo, i Jīn erano stati afflitti da molteplici rivolte. In Manciuria, i Khitani di Yelü Liuge dichiararono la loro indipendenza dai Jīn e s'allearono con i Mongoli. Yelü fu intronizzato come sovrano fantoccio da Gengis Khan nel 1213 e ricevette il titolo di imperatore della dinastia Liao. La spedizione Jurchen inviata contro di lui al comando di Puxian Wannu non ebbe successo. Wannu, rendendosi conto che la dinastia Jīn era sull'orlo del collasso, si ribellò e si dichiarò re dello Xia orientale nel 1215. Più a sud, le ribellioni erano scoppiate nello Shandong, principiando nella rivolta di Yang Anguo (1214) poi nota come "Rivolta delle Giubbe Rosse" (1215). Dopo la conquista di Zhongdou (1215), Gengis ridusse l'impegno bellico in Cina focalizzando le risorse mongole nell'invasione dell'Asia Centrale. I Jīn cercarono di compensare le fresche perdite territoriali subite invadendo i Song nel 1217 ma l'esito fu infruttuoso e i Jīn proposero una tregua ai Song che la rifiutarono. Nel 1218, ai diplomatici Jurchen fu proibito di recarsi dai Song. L'attacco mongolo ai Jīn si placò ma non si fermò, proseguendo per tutto il 1220 sotto il comando del generale Mukhali la cui morte per malattia (1223) pose formalmente fine delle campagne mongole in Cina. I Jīn stabilirono la pace con i Song che però continuarono ad assistere l'insurrezione delle Giubbe Rosse contro di loro. Gengis Khan si ammalò e morì nel 1227. Gli successe il figlio Ögedei Khan che decise di riaccendere le ostilità con i Jīn nel 1230.
L'imperatore Jīn, Aizong, fuggì quando i mongoli assediarono Bianjing: il 26 febbraio 1233 raggiunse Guide (odierna Shangqiu, nel Henan), per poi trasferirsi a Caizhou (odierna Runan, nel Henan), il 3 agosto.

## L'assedio
I mongoli arrivarono a Caizhou nel dicembre 1233. La dinastia Song meridionale aveva respinto la richiesta di assistenza dell'imperatore Aizong e aveva unito le forze con i mongoli. La dinastia Song meridionale ignorò l'avvertimento dell'imperatore Aizong che sarebbero diventati il prossimo obiettivo dell'Impero mongolo.
L'imperatore Aizong cercò nuovamente di fuggire ma alla fine risolse di suicidarsi, avendo compreso che, questa volta, la fuga era impossibile. Prima di uccidersi, abdicò in favore di Wanyan Chenglin, un generale e discendente del clan imperiale Jin, il 9 febbraio 1234. Caizhou fu violata dalle forze mongole e Song lo stesso giorno e Wanyan Chenglin morì nella mischia che ne seguì, ponendo fine a un regno che durò meno di un giorno.

## Conseguenze
La dinastia Jīn si concluse con la caduta di Caizhou. La dinastia Song era ansiosa di sfruttare la distruzione degli Jurchen per annettere l'Henan. Non ci riuscirono e furono respinti dai mongoli.